# Дятловка (Хиславичский район)
Дятловка — деревня в Хиславичском районе Смоленской области России. Входит в состав Печерского сельского поселения. Население — 1 житель (2007 год). 
Расположена в юго-западной части области в 19 км к юго-востоку от Хиславичей, в 23 км западнее автодороги А141 Орёл — Витебск. В 23 км восточнее деревни расположена железнодорожная станция Крапивенская на линии Смоленск — Рославль.

## История
В годы Великой Отечественной войны деревня была оккупирована гитлеровскими войсками в июле 1941 года, освобождена в сентябре 1943 года.